# گرنز
گرنز (به انگلیسی: Gerrans) یک روستا و محله مدنی در بریتانیا است که در کورنوال واقع شده‌است. گرنز ۷۹۴ نفر جمعیت دارد.